# Supercoppa Primavera
La Supercoppa Primavera è una competizione calcistica, organizzata dalla Lega Serie A per le giovanili Primavera.

## Storia e formula
Il trofeo nasce a partire dalla stagione 2004-05, basandosi sul modello della competizione professionistica: partecipano infatti le detentrici del titolo Primavera 1 e della coppa di categoria, sfidandosi in gara unica. Se al termine dei tempi regolamentari il risultato è in parità, si ricorre a tempi supplementari ed, eventualmente, tiri di rigore.

## Albo d'oro
| Anno          | Stadio                                             | Finale            | Finale                 | Finale                       |
| Anno          | Stadio                                             | Campione d'Italia | Risultato              | Vincitore della Coppa Italia |
| ------------- | -------------------------------------------------- | ----------------- | ---------------------- | ---------------------------- |
| 2004 Dettagli | Via del Mare, Lecce 5 settembre 2004               | Lecce             | 2 - 2 (4 - 2) (d.c.r.) | Juventus                     |
| 2005 Dettagli | Trigoria, Roma 21 settembre 2005                   | Roma              | 1 - 2                  | Lecce                        |
| 2006 Dettagli | Chisola, Vinovo 27 settembre 2006                  | Juventus          | 5 - 1                  | Inter                        |
| 2007 Dettagli | Interello, Milano 3 ottobre 2007                   | Inter             | 0 - 2                  | Juventus                     |
| 2008 Dettagli | La Sciorba, Genova 5 ottobre 2008                  | Sampdoria         | 2 - 2 (5 - 3) (d.c.r.) | Atalanta                     |
| 2009 Dettagli | Renzo Barbera, Palermo 8 settembre 2009            | Palermo           | 2 - 2 (4 - 5) (d.c.r.) | Genoa                        |
| 2010 Dettagli | Luigi Ferraris, Genova 9 settembre 2010            | Genoa             | 5 - 0                  | Milan                        |
| 2011 Dettagli | Olimpico, Roma 3 settembre 2011                    | Roma              | 2 - 3                  | Fiorentina                   |
| 2012 Dettagli | Carlo Speroni, Busto Arsizio 5 settembre 2012      | Inter             | 1 - 2                  | Roma                         |
| 2013 Dettagli | Olimpico, Roma 26 settembre 2013                   | Lazio             | 1 - 2                  | Juventus                     |
| 2014 Dettagli | Marcantonio Bentegodi, Verona 1º ottobre 2014      | Chievo            | 0 - 1                  | Lazio                        |
| 2015 Dettagli | Olimpico, Torino 14 novembre 2015                  | Torino            | 2 - 1 (dts)            | Lazio                        |
| 2016 Dettagli | Olimpico, Roma 28 ottobre 2016                     | Roma              | 4 - 0                  | Inter                        |
| 2017 Dettagli | Giuseppe Meazza, Milano 7 gennaio 2018             | Inter             | 2 - 1 (dts)            | Roma                         |
| 2018 Dettagli | Ernesto Breda, Sesto San Giovanni 20 febbraio 2019 | Inter             | 2 - 2 (2 - 4) (d.c.r.) | Torino                       |
| 2019 Dettagli | Gewiss Stadium, Bergamo 28 ottobre 2019            | Atalanta          | 2 - 1                  | Fiorentina                   |
| 2020 Dettagli | Gewiss Stadium, Bergamo 21 gennaio 2021            | Atalanta          | 3 - 1                  | Fiorentina                   |
| 2021 Dettagli | Carlo Castellani, Empoli 9 dicembre 2021           | Empoli            | 3 - 3 (3 - 4) (d.c.r.) | Fiorentina                   |
| 2022 Dettagli | Stadio Brianteo, Monza 25 gennaio 2023             | Inter             | 1 - 2                  | Fiorentina                   |
| 2023 Dettagli | Via del Mare, Lecce 22 agosto 2023                 | Lecce             | 0 - 1                  | Roma                         |
| 2024 Dettagli | Mapei Stadium, Reggio Emilia 20 agosto 2024        | Sassuolo          | 2 - 0                  | Fiorentina                   |

## Statistiche di club

### Finali
| Club       | Vittorie | Sconfitte | Edizioni vinte   | Edizioni perse                     |
| ---------- | -------- | --------- | ---------------- | ---------------------------------- |
| Roma       | 3        | 3         | 2012, 2016, 2023 | 2005, 2011, 2017                   |
| Fiorentina | 3        | 3         | 2011, 2021, 2022 | 2019, 2020, 2024                   |
| Juventus   | 3        | 1         | 2006, 2007, 2013 | 2004                               |
| Atalanta   | 2        | 1         | 2019, 2020       | 2008                               |
| Lecce      | 2        | 1         | 2004, 2005       | 2023                               |
| Genoa      | 2        | 0         | 2009, 2010       | -                                  |
| Torino     | 2        | 0         | 2015, 2018       | -                                  |
| Inter      | 1        | 6         | 2017             | 2006, 2007, 2012, 2016, 2018, 2022 |
| Lazio      | 1        | 2         | 2014             | 2013, 2015                         |
| Sampdoria  | 1        | 0         | 2008             | -                                  |
| Sassuolo   | 1        | 0         | 2024             | -                                  |
| Palermo    | 0        | 1         | -                | 2009                               |
| Milan      | 0        | 1         | -                | 2010                               |
| Chievo     | 0        | 1         | -                | 2014                               |
| Empoli     | 0        | 1         | -                | 2021                               |

### Record
Roma, Fiorentina e Juventus vantano il maggior numero di successi nella manifestazione, 3. L'Inter è la squadra che ha partecipato più volte alla competizione, pur con un bilancio di una vittoria su sette finali disputate.